# Iglesia articular de madera en Kežmarok

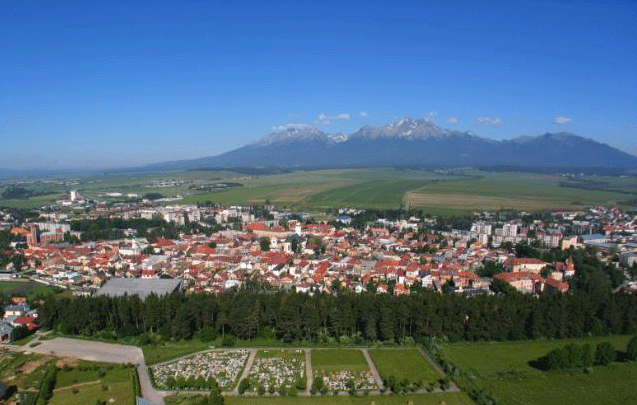
La iglesia fue construida en la ciudad real libre de Kežmarok.

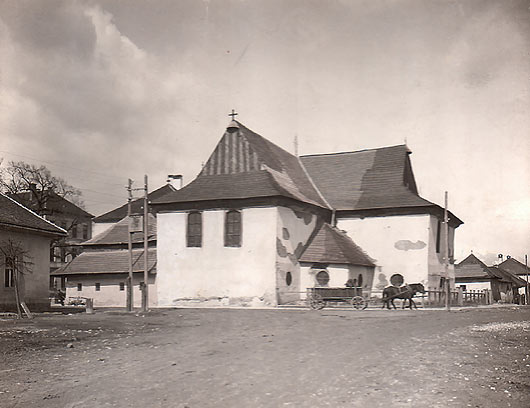
Una fotografía antigua muestra la iglesia antes de su costosa reconstrucción en la década de 1990.

La iglesia articular de madera en Kežmarok ( en eslovaco: Drevený artikulárny kostol v Kežmarku ) es una iglesia de madera en Kežmarok, Eslovaquia. Los luteranos locales la construyeron durante un periodo de persecución religiosa, en el que sólo se les permitía erigir iglesias de madera. Por ello, incluso los clavos eran exclusivamente de madera. La construcción fue financiada por protestantes de varios países, entre ellos Suecia y Dinamarca.
La única parte de piedra de la iglesia es su sacristía, construida originalmente en 1593 como taberna fuera de las murallas de la ciudad. En el siglo XVII, la dinastía católica de los Habsburgo persiguió el protestantismo en la Monarquía de los Habsburgo, que incluía el territorio de la actual Eslovaquia en aquella época. El número de iglesias estaba limitado a una en cada ciudad real libre, siendo Kežmarok una de ellas. El material de construcción debía ser el más barato posible (madera en aquella época) y una iglesia debía estar terminada en 365 días. Además, el emplazamiento de una nueva iglesia protestante debía ser elegido por una comisión real. En Kežmarok, una comisión real eligió deliberadamente una antigua taberna como lugar de culto, para humillar a la comunidad protestante local. Posteriormente, la taberna se incorporó a un edificio religioso construido apresuradamente como sacristía.
Las partes más antiguas son un epitafio de 1688 y un baptisterio renacentista de 1690. Son las únicas partes restantes de la primera iglesia. La segunda iglesia de madera, erigida en estilo barroco en 1717, reemplazó por completo al primer edificio. Tiene la forma de una cruz griega de brazos iguales. El espacio tiene capacidad para 1.541 fieles. Según una leyenda, las ventanas circulares fueron hechas por marineros suecos que contribuyeron a la construcción.  El órgano, terminado en 1729, es conocido por su perfecto sonido a pesar de tener solo tubos de madera.
La iglesia ha sido protegida por el estado como un importante monumento histórico desde 1892. En 1985, el Consejo Nacional Eslovaco (parlamento) lo proclamó Monumento Histórico Nacional. En la década de 1990 se llevó a cabo una costosa reconstrucción.
La iglesia es una de las cinco iglesias luteranas de madera que quedan en Eslovaquia. Las otras están situados en Hronsek, Istebné, Leštiny y Svätý Kríž cerca de Liptovská Mara.